# Constricción
La constricción es un método de estrangulamiento utilizado por varias especies de serpientes para matar a sus presas. Aunque algunas especies de serpientes venenosas y levemente venenosas usan constricción para someter a sus presas, la mayoría de las serpientes que utilizan la constricción carecen de veneno. Inicialmente, la serpiente ataca a su presa y se aferra, traccionando a la presa en sus anillos o, en el caso de presas muy grandes, traccionándose a sí misma en la presa. La serpiente luego envuelve una o dos bobinas alrededor de la presa.

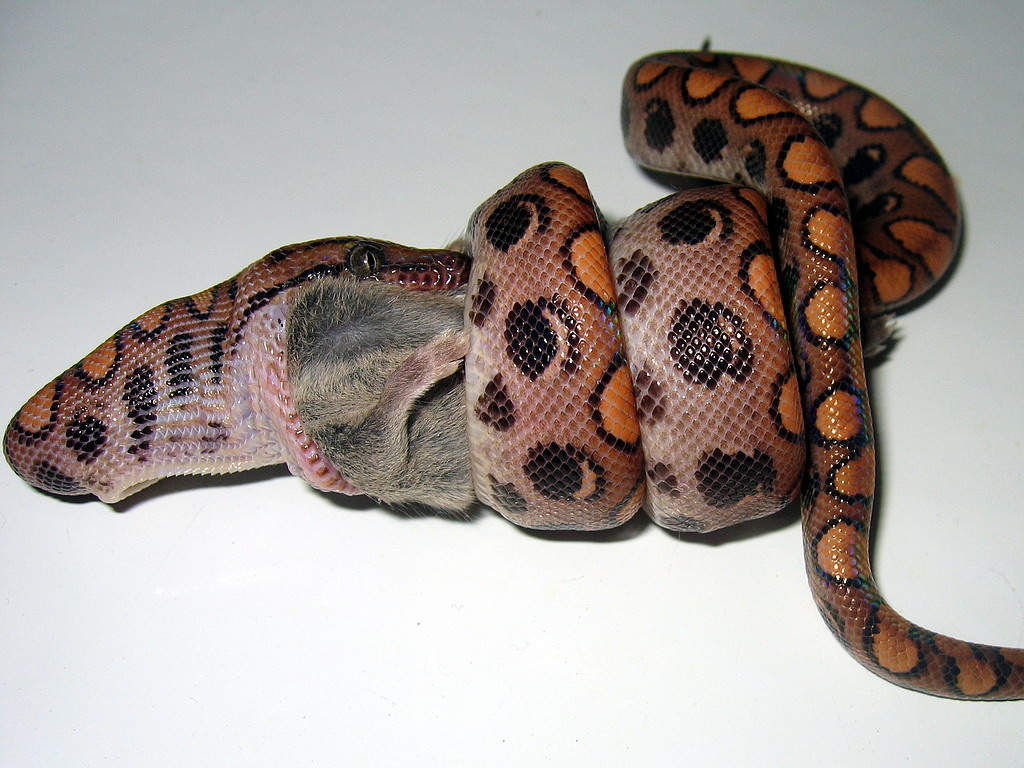
Una boa arco iris (Epicrates cenchria cenchria) constriccionando y tragándose a un ratón

Contrariamente al mito, la serpiente no aplasta la presa, ni rompe sus huesos. Tradicionalmente, se ha pensado que las serpientes tienen suficiente fuerza como para evitar que entre aire en los pulmones de la presa, lo que resulta en la muerte por asfixia. Sin embargo, algunos elementos de presa parecen morir más rápido de lo que sería posible a través de la asfixia, por lo que también se ha sugerido que la presión de constricción provoca un aumento de la presión en la cavidad del cuerpo de la presa mayor que el corazón puede contrarrestar, resultando en un paro cardiaco inmediato.
Esta nueva hipótesis aún no ha sido confirmada, pero los datos indican que las serpientes pueden ejercer suficiente presión como para que este mecanismo sea plausible.
Ciertos grupos de serpientes tienen patrones característicos de constricción, incluyendo el número de bobinas que utilizan y la orientación de dichas bobinas.
Entre las serpientes venenosas que también usan constricción se incluyen las musuranas (culebras ophiophagous sudamericanas de colmillos-posteriores medianamente venenosas que usan constricción para someter a las serpientes incluyendo víboras), la culebra terrestre occidental (colúbrido de América del Norte, que es una constrictora ineficiente y, como la mayoría de las serpientes Thamnophis sirtalis, medianamente venenosas), algunas especies de serpientes Boiga (colúbridos de colmillos-posteriores de Asia y Australia), incluyendo la serpiente marrón de árbol (Boiga irregularis), y algunas especies de elapids australianas, incluyendo algunas de las serpientes venenosas marrones del género Pseudonaja y una serpiente coral australiana del género Simoselaps, y algunos colúbridos australianos.